# Шлань
 Шлань  — деревня в Моркинском районе Республики Марий Эл. Входит в состав Шоруньжинского сельского поселения.

## География
Находится в юго-восточной части республики Марий Эл на расстоянии приблизительно 32 км по прямой на восток от районного центра посёлка Морки.

## История
Основана в первой половине XIX века. В 1839 году в деревне было 13 дворов, насчитывалось 44 души мужского пола. В 1886 году в деревне было 35 дворов, проживали 230 человек. В 2004 году здесь отмечено 140 хозяйств. В советское время работали колхозы «Куан энер» и «Передовик».

## Население
Население составляло 474 человека (мари 95 %) в 2002 году, 384 в 2010.